# Nowe Witowo
Nowe Witowo – wieś w Polsce położona w województwie kujawsko-pomorskim, w powiecie radziejowskim, w gminie Bytoń.
W latach 1975–1998 miejscowość położona była w województwie włocławskim.